# Tolteken

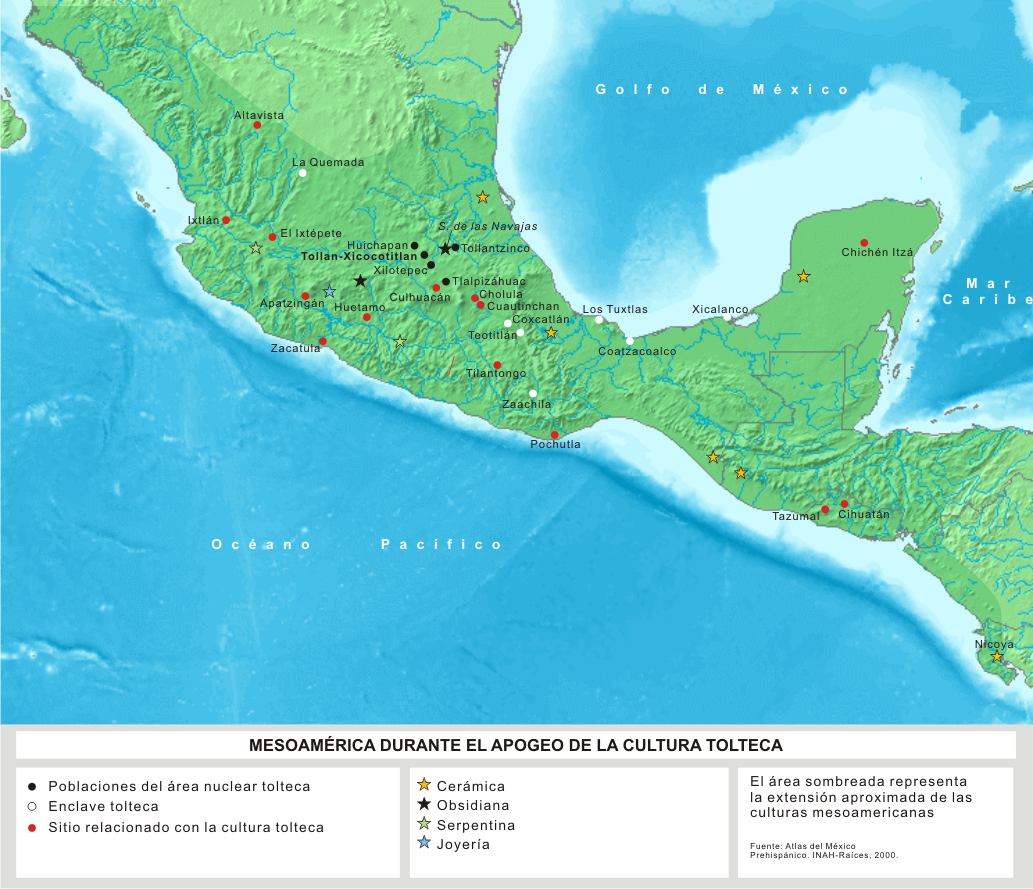
Karte Mesoamerikas mit wichtigen Siedlungen der toltekischen Zeit: Orte im toltekischen Kernland (schwarz), toltekische Enklaven außerhalb des Kernlandes (weiß) sowie Orte mit kulturellem Bezug zu den Tolteken (rot); Sterne markieren größere Rohstoffvorkommen, die zu dieser Zeit genutzt wurden.

Die Tolteken (von Nahuatl tolteca, „Bewohner von Tollán“) waren eine mesoamerikanische Kultur, die zwischen dem 10. und 12. Jahrhundert den größten Teil Zentralmexikos beherrschte. In präkolumbischer Zeit verstand man unter dem Begriff „Tolteken“ auch ganz allgemein Menschen, die handwerklich oder künstlerisch außerordentlich geschickt waren, da man den historischen Tolteken entsprechende Fähigkeiten nachsagte.

## Geschichte

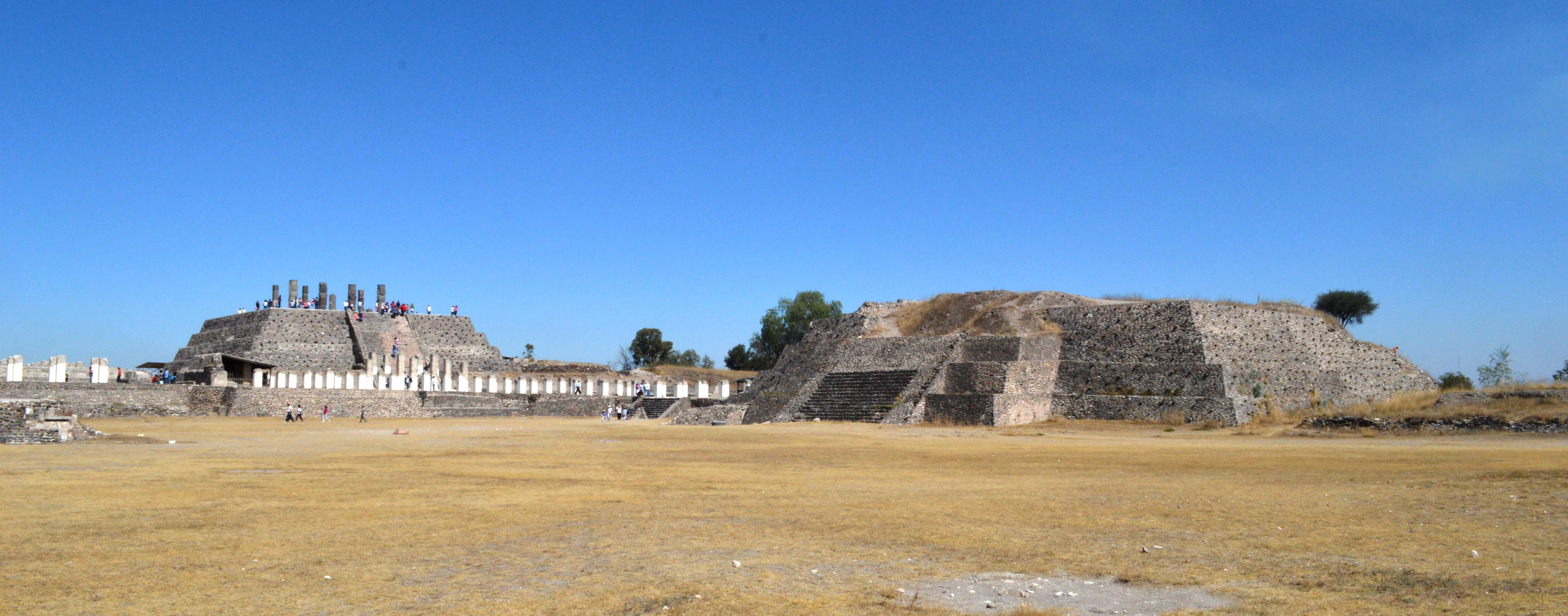
Hauptpyramiden und Pfeilerhalle von Tula

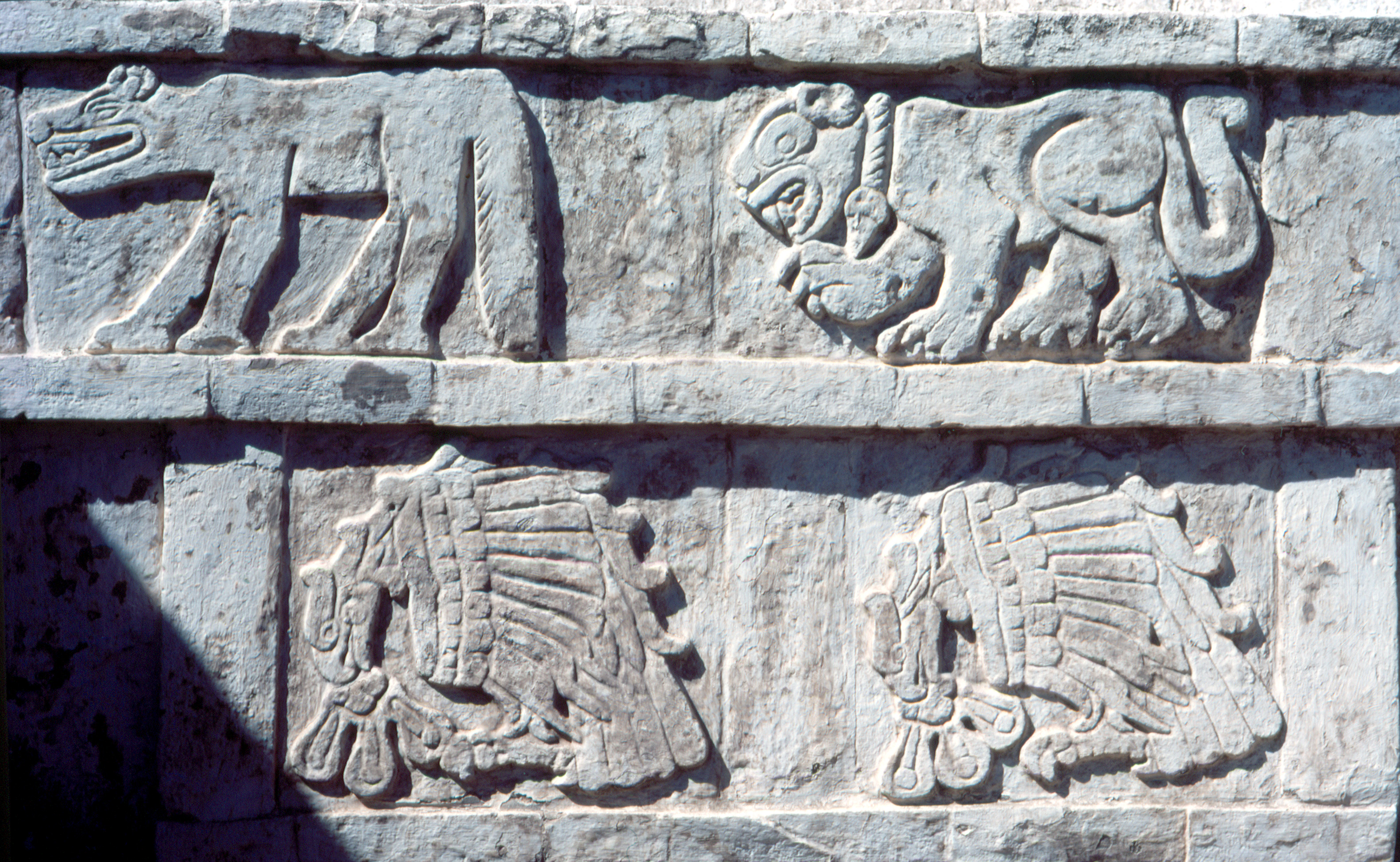
Reliefs an einer Nebenpyramide – Kojoten, Jaguare und Adler, die menschliche Herzen verschlingen

Die Rekonstruktion der Geschichte der Tolteken beruht sowohl auf archäologischen wie historischen Quellen. Allerdings lassen sich die Aussagen der einen Quelle kaum mit denen der anderen verknüpfen. Ein Grund hierfür dürfte sein, dass die historischen Schilderungen in Texten vorliegen, die erst nach der Mitte des 16. Jahrhunderts niedergeschrieben wurden, also rund 500 Jahre nach der vermutlichen Hochblüte von Tollan Xicocotitlan; sie sind deshalb eigentlich eher Legenden als historische Berichte.

### Nach historischen Quellen
Die Tolteken wanderten im 9. Jahrhundert in Zentralmexiko ein. Dort etablierten sie sich mit ihrer Stadt Tollán Xicocotitlán (Tula im Bundesstaat Hidalgo) als neue Führungsmacht, nachdem in den rund 200 Jahren nach dem Nieder- und Untergang Teotihuacáns (um 700) ein Machtvakuum geherrscht hatte. Die Einwanderer bewohnten ihre Stadt zusammen mit einer anderen Gruppe, die Nonoalca genannt wird und deren Herkunftsort an der Golfküste vermutet wird. Möglicher Grund für den Aufstieg ist die Erlangung der Kontrolle über bereits von Teotihuacán genutzte Obsidianvorkommen. 
Paul Kirchhoff rekonstruierte aus einigen Sätzen in der Historia Tolteca-Chichimeca, einem Dokument in Nahuatl aus dem heutigen Staat Puebla, ein toltekisches Herrschaftsgebiet, das in vier Provinzen eingeteilt war, doch ist diese Rekonstruktion sehr umstritten. Ähnlich verhält es sich mit der Reichweite des kulturellen Einflusses der Tolteken. Der Legende nach verließ der Priesterkönig Quetzalcoatl nach dem Niedergang Tulas die Stadt und zog mit seinen Anhängern nach Osten, wo sie die Maya-Stadt Chichén Itzá unterwarfen. Tatsächlich lässt sich ein deutlicher toltekischer Einfluss in der Kunst und Architektur Chichén Itzás nachweisen. Eine Verbindung der beiden Kulturen kann folglich nicht abgestritten werden; wie sie im Einzelnen zustande kam, ist jedoch nicht geklärt.
Große Probleme ergeben sich besonders beim Versuch, aus den oft widersprüchlichen Quellen historische Tatsachen zu gewinnen, vor allem im Falle des Untergangs von Tula. Die Schlüsselrolle in den Legenden spielen zwei Männer namens Quetzalcōātl und Huemac, für deren Existenz, Lebenszeit oder Rolle in der toltekischen Gesellschaft bisher in der Wissenschaft noch kein Konsens erzielt werden konnte. Es ist extrem schwierig, aus den teils widersprüchlichen Legenden historische Fakten herauszufiltern.
In den alten Quellen wird davon gesprochen, dass Quetzalcoatl durch Dämonen zu Ausschweifungen verleitet wurde, durch die er Unglück über seine Heimat brachte. Schließlich musste er, nachdem er wiederholt von Heimsuchungen geplagt wurde, Tula mit seinen Gefolgsleuten verlassen. Daraufhin übernahm Huemac die Herrschaft, starb aber bald, nachdem er ebenfalls von Dämonen heimgesucht worden war. Quetzalcoatl hingegen zog ans Meer, wo er sich entweder selbst verbrannte und zum Morgenstern wurde, oder über das Meer fortzog. Es ist noch strittig, ob er tatsächlich vorher seine Rückkehr versprochen hat, oder ob dies eine absichtsvolle Erfindung aus der Zeit nach der spanischen Eroberung Mexikos war und inwieweit eine solche Verheißung während der Eroberung eine Rolle spielte.

### Nach archäologischen Befunden
Archäologische Funde können eine Besiedlung Tulas bis ins 11. Jahrhundert hinein bestätigen. Die Kultur der Tolteken scheint einen großen Teil Zentralmexikos umfasst zu haben, jedoch ist hinsichtlich der Frage von Größe, Struktur und überhaupt der Existenz eines toltekischen Reiches praktisch nichts gesichert. 
Hauptfaktoren für den Niedergang könnten Bodenauslaugung, Klimaveränderungen, Streitigkeiten zwischen den Nonoalca und den Nachfahren der Siedlungsgruppe aus dem Norden sowie eine Invasion von Völkern aus dem Norden gewesen sein. Meist wird die Rolle der Invasoren den Chichimeken, einem Nomadenvolk aus dem Norden Mesoamerikas, zugeschrieben. Ob das Eindringen der Chichimeken kausal für den Niedergang war oder eher eine seiner Folgen, ist nicht entschieden.